# المبدع شرح المقنع
المبدع شرح المقنع هو أحد كتب الفقه الإسلامي، ألفه الفقيه الحنبلي ابن المفلح، يعتبر كتاب المقنع متن مختصر في الفقه الإسلامي على المذهب الحنبلي للعلامه ابن قدامة، وقد شرحه ابن مفلح الحنبلي  وبين حقائقه ووضح دقائقه في كتاب المبدع شرح المقنع، وزاد في إيضاح مسائله وأحكامه، وأتى بالأدلة الشرعية من الكتاب والسنة عليها، وأورد فيه آراء أصحاب المذهب الحنبلي وجاء متوسطا بين التطويل والإيجاز.
قال العلامة ابن المفلح في مقدمة المبدع شرح المقنع:
| المبدع شرح المقنع | وكنت قرأت فيه كتاب المقنع لشيخ الإسلام العلامة موفق الدين أبي محمد عبد الله بن أحمد بن قدامة، تغمده الله برحمته وأسكنه بحبوحة جنته. وهو من أجلها تصنيفا، وأجملها ترصيفا، وأغزرها علما، وأعظمها تحريرا، وأحسنها ترتيبا وتقريرا. فتصديت لأن أشرحه شرحا يبين حقائقه، ويوضح دقائقه، ويذلل من اللفظ صعابه، ويكشف عن وجه المعاني نقابه، أُنبه فيه على ترجيح ماأطلق، وتصحيح ما أُغلق. واجتهدت في الاختصار خوف الملل والإضجار، ورسمته ب: المبدع في شرح المقنع والله أسأل أن ينفع به، ويجعله خالصاً لوجهه الكريم، إنه غفور رحيم | المبدع شرح المقنع |